# 费加罗报
《费加罗报》（法語：Le Figaro）是法国的综合性日报，也是法国国内发行量最大的报纸，報導立場屬中間偏右派。
《费加罗报》创立于1825年，其报名源自法国剧作家博马舍的政治喜剧《费加罗的婚礼》中的主人公费加罗。费加罗是法国文学传统中的一个倍受人们尊重的文学人物，包括左拉、莫里哀、纪德在内的很多文学大师都以其为主人公进行过创作。通常，《费加罗报》也被认为是法兰西学院的公刊，因为为数众多的法兰西学院院士曾在该报纸上发表作品。该报的报头和座右铭“没有谴责的自由就没有谄谀的颂扬”（Sans la liberté de blâmer, il n'est point d'éloge flatteur）取自《费加罗的婚礼》最后一幕中主人公的独白。
《费加罗报》隶属于沙克报业集团。该集团在法国和比利时共拥有超过70种法语媒体。其总部位于巴黎。

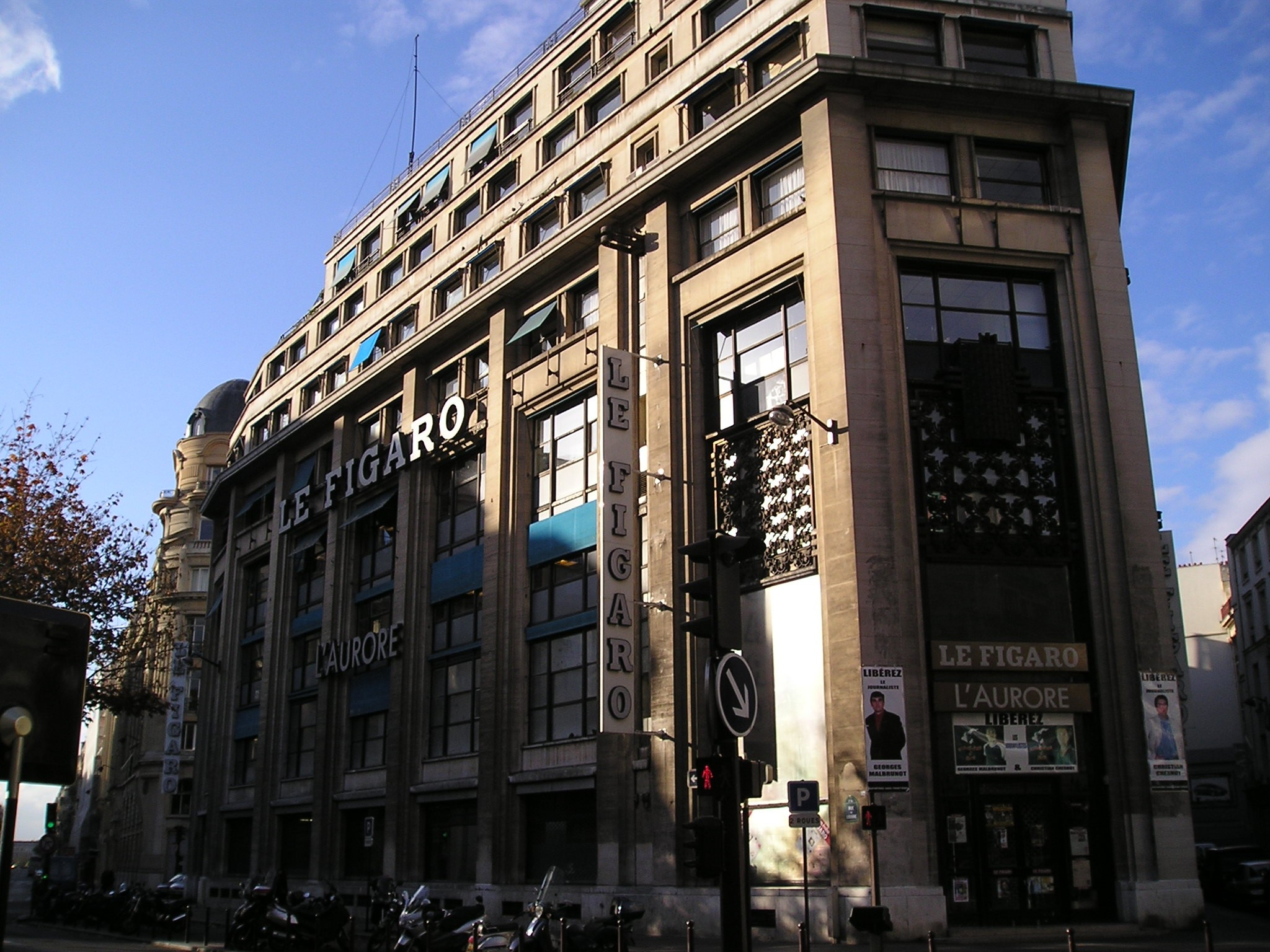
位于巴黎的《费加罗报》总部

## 历史
- 1826年1月15日，诗人莫里斯·阿罗伊和小说家艾汀纳·阿拉果在巴黎创办了一本讽刺性周刊。该周刊每期印刷四页，以小尺寸纸张刊行。由于周刊的讽刺性太强，其发行的过程中遭遇了很多阻力和困难。这便是《费加罗报》的前身

- 1833年底，这份刊物被迫停刊，一直到1854年才得以复刊。

- 1854年4月，依波利特·德·威尔梅桑取得了该周刊的所有权,取名《油灯》。他于1866年11月16日将周刊改为日报并改用现名。此外，威尔梅桑还奠定了该报的基调：根植于巴黎文化土壤之中，目标读者群是巴黎的知识阶层。威尔梅桑雇佣了大量优秀的编辑人员，并开展了彻底的改革，包括创建常设专栏，重新培养忠实读者；报道简明新闻、增设讣告栏目和读者来信栏目。此外，威尔梅桑还创立了著名专栏《回声》，该专栏为《费加罗报》赢得了巨大的成功。《回声》热衷文字游戏，介绍奇闻轶事，有时甚至以披露秘闻为乐。这些都给读者留下了《费加罗报》以为公众服务为己任、值得信赖的印象。

- 1856年，由于《费加罗报》所取得的巨大成功，威尔梅桑决定提高其发行频率，报纸在每个星期三和每个星期日也开始印刷发行。

- 1863年，《费加罗报》遇到了一个强有力的竞争者：《小日报》。作为回应，威尔梅桑创办一张新的日报《事件报》，用于和《小日报》竞争，并竭力避免将《费加罗报》卷入这类通俗报纸之间的无谓争端。最终《小日报》赢得了这场竞争。至于《事件报》，由于刊登了一篇旨在保护贫困人群利益的文章而得罪了拿破仑三世政府，被迫停刊。

- 1866年，《费加罗报》正式成为一张每日发行的日报，但其不得不小心翼翼的回避易于引发审查制度刁难的话题。此时，《费加罗报》每天的发行量能够达到56000份，订户的总数也能达到15000。

- 1867年，专栏《费加罗文学与政治》创立，其主持人亨利·罗彻弗尔发扬了报纸一贯的讽刺风格，反应了彼时法兰西帝国盛行的自由主义情调。然而该栏目却触犯了政府的报刊检查制度，罗彻弗尔离职。其后，威尔梅桑单独为他创建了一张报纸《导航报》。

- 1871年“巴黎公社”期间，《费加罗报》站在反对的立场上，在所有敌视公社的报纸中《费加罗报》首当其冲。在巴黎公社失败之后，却又改持同情态度。此后，《费加罗报》开始逐渐形成一种代表贵族阶层和中产者利益的风格。

- 1875年，年迈的威尔梅桑将主编一职让给弗朗西·马涅阿尔。

- 1879年4月17日的《费加罗报》的报头是用黑色框起来的，因为威尔梅桑在蒙特卡洛去世。很多社会名流出席了他的葬礼。著名作家巴尔扎克、阿尔封斯·都德和古斯塔夫·福楼拜代表文学界发表悼词。

- 1897年，著名作家埃米尔·左拉成为《费加罗报》最著名的专栏作家，他的作品《我控诉》就是最先在该报《曙光》栏目刊载的。

- 1914年3月16日，《费加罗报》的总编加斯东·卡尔麦特被彼时的法国首相夫人亨利艾特·凯洛暗杀，原因是该报掀起了一场全国范围的媒体运动质疑这位首相的人品。

- 1922年，《费加罗报》被香水商弗朗索瓦·科蒂收购。科蒂使得《费加罗报》重振声威，却又于1928年放弃了该报，转而投资另外一张报纸《人民之友》。科蒂和法国的极右翼势力关系非常密切，尤其是同法国的诸多法西斯团体之间。在两次世界大战之间，《费加罗报》的风格流于平俗，没有什么显眼的举动，只是像其他报纸一样报道新闻。

- 1934年，吕西安·罗米埃接任总编一职，比埃尔·布里松则开始主持文学栏目。《费加罗报》雇佣大批优秀的从业人员，其中包括弗朗索瓦·莫里亚克、乔治·杜瓦麦尔、让·籍洛多、特利斯当·博纳尔和安德烈·默洛瓦等。此外，《费加罗报》也开始大量刊登新闻图片并雇佣优秀的摄影记者。

- 1939年，《费加罗报》由于大量报道埃塞俄比亚战争、日本侵华战争和西班牙内战而遭遇严格的审查，但这些都没能改变该报一贯的风格。

- 1940年，《费加罗报》将社址迁至波尔多，随后又迁至里昂，以躲避政府的审查制度。

- 在第二次世界大战期间，《费加罗报》起先在里昂的自由区出版发行，直到1942年德军占领法国。

- 1942年11月11日，比埃尔·布里松决定停止出版《费加罗报》。

- 1944年8月25日，《费加罗报》在重新在巴黎出版发行，刊载了弗朗索瓦·莫里亚克关于夏尔·戴高乐的评论文章，并第一次对共产主义和社会主义者持友好态度。这和整个二战的形式有关。

- 1945年，《费加罗报》的发行量达到21万3千份，而读者需求量仍在继续扩张。

- 1946年，《费加罗报》的文学版重新登场。

- 1950年，弗朗索瓦·科蒂的妻子将自己所持的日报的一半股份出售给让·普鲁沃。普鲁沃后来成为《费加罗报》最重要的股东。

- 1964年，比埃尔·布里松去世。科蒂夫人出售了自己的所有股份。

- 1970年，让·普鲁沃收购了科蒂所有的剩余股份，并成为《费加罗报》的最大股东。

- 1975年，《费加罗报》被罗拜尔·艾尔桑收购。艾尔桑拥有一个大型的期刊出版集团。他因十年前收购了两张地方性大报而成名。收购《费加罗报》更是让艾尔桑声名大噪。

- 1980年，《费加罗报》和刊物《曙光》合并。《曙光》是一本著名的支持社会主义思潮的期刊。

- 1981年5月10日，《费加罗报》第一次成为反对党的机关报，让·多奥梅松担任总编一职。

- 2004年6月，达索集团收购了《费加罗报》隶属的沙克报业集团。

## 历任主编
- 1879－1914 :
  - 弗朗西·马涅阿尔
  - 菲尔南·德·罗代
  - 克尔内利
  - 加斯东·卡尔麦特

- 1930－1964 :
  - 阿尔弗莱·加弗
  - 罗拜尔·德·弗莱尔
  - 安德烈·夏尔麦
  - 吕西安·罗米埃
  - 比埃尔·布里松

## 特征
每一期的《费加罗报》中都会附带一份用橙色纸印刷的增刊，即“费加罗报经济版”。
此外：
- 每个星期一，报纸中附带一份小型纸印刷的增刊，即“费加罗商业周刊”。

- 每个星期二，报纸中附带一份楼市周刊。

- 每个星期三，报纸中附带一张巴黎地区景观的地图，即“费加罗导游图”。

- 每个星期四，报纸中附带总计8页的“费加罗文学周刊”。

- 每个星期六，报纸则伴随着一些《费加罗报》下属的杂志一同发行。这些杂志包括《费加罗杂志》、《费加罗夫人》和《电视杂志》

## 发行
2000年起统计的《费加罗报》的发行量见下表：
| 标题     | 2000年  | 2001年  | 2002年  | 2003年  | 2004年  | 2005年  | 2006年  | 2007年  | 2008年  | 2009年  | 2010年  | 2011年  | 2012年  | 2013年  | 2014年  | 2015年  | 2016年  | 2017年  | 2018年  | 2019年  | 2020年  | 2021年  | 2022年  | 2023年  |
| -------- | ------- | ------- | ------- | ------- | ------- | ------- | ------- | ------- | ------- | ------- | ------- | ------- | ------- | ------- | ------- | ------- | ------- | ------- | ------- | ------- | ------- | ------- | ------- | ------- |
| 费加罗报 | 360,909 | 366,529 | 369,108 | 369,706 | 365,083 | 337,118 | 332,818 | 338,618 | 330,482 | 323,991 | 325,509 | 329,367 | 330,952 | 324,170 | 320,732 | 317,152 | 311,127 | 312,994 | 313,694 | 329,646 | 334,295 | 348,894 | 353,086 | 356,193 |